# Port lotniczy Soganlug
Port lotniczy Soganlug – port lotniczy zlokalizowany w mieście Tbilisi (Gruzja). Używany jest obecnie do celów wojskowych.